# Hero of Our Time
Hero of Our Time är Satanic Surfers debutalbum, utgivet 1995 på skivbolaget Burning Heart Records. Albumet utgavs på vinyl av belgiska Genet Records.

## Låtlista
Där inte annat anges är låtarna skrivna av Rodrigo Alfaro
1. "...And the Cheese Fell Down" - 1:59
2. "Better Off Today" - 2:34
3. "Use a Bee" - 2:16
4. "Ketty" - 1:42
5. "Hero of Our Time" - 2:56 (Fredrick/Magnus/Rodrigo)
6. "Before It's Too Late" - 2:14
7. "The Treaty and the Bridge" - 2:42
8. "Armless Skater" - 2:15 (Fredrick/Rodrigo)
9. "Puppet" - 2:15
10. "Got to Throw Up" - 2:58 (Rodrigo/Tomek)
11. "Good Morning" - 4:30 (Fredrick/Rodrigo)
12. "Head Under Water" - 2:23
13. "Evil" - 1:25 (Tomek)

### Fotnoter
1. ↑  ”Hero of Our Time”. Discogs.com. http://www.discogs.com/Satanic-Surfers-Hero-Of-Our-Time/release/455584. Läst 1 januari 2012.